# ATP Challenger Port Elizabeth
Der ATP Challenger Port Elizabeth (offiziell: Port Elizabeth Challenger) war ein Tennisturnier, das 1987 einmal in Port Elizabeth, Südafrika, stattfand. Es gehörte zur ATP Challenger Tour und wurde im Freien auf Hartplatz gespielt.

## Liste der Sieger

### Einzel
| Jahr | Sieger            | Finalgegner    | Ergebnis |
| ---- | ----------------- | -------------- | -------- |
| 1987 | Michael Robertson | Denys Maasdorp | 6:4, 6:2 |

### Doppel
| Jahr | Sieger                   | Finalgegner              | Ergebnis      |
| ---- | ------------------------ | ------------------------ | ------------- |
| 1987 | Neil Broad Stefan Kruger | Craig Boynton Tom Mercer | 4:6, 6:4, 6:2 |